# Флоренц (автовокзал)
Автовокзал «Флоренц» (чеш. ÚAN Florenc) — один из автобусных терминалов Праги, с которого отправляются городские, пригородные и междугородние автобусы. В настоящее время — крупнейший автовокзал Чехии.
Расположен в районе Прага 8, в непосредственной близости от станции метро «Флоренц».
Ежедневный пассажиропоток автовокзала составляет в среднем около 15 тысяч пассажиров.